# Mussaenda rufa
Mussaenda rufa är en måreväxtart som beskrevs av Achille Richard. Mussaenda rufa ingår i släktet Mussaenda och familjen måreväxter. Inga underarter finns listade i Catalogue of Life.